# 寺銭
寺銭（てらせん）とは商業用語の一つ。
賭博が行われる場合に、それが行われる場所を提供する者に対して支払われる金銭のこと。この言葉は、江戸時代に寺社の境内を賭博を行う場として選び、賭博による儲けの幾らかを寺社に寄進していたことからこう呼ばれるようになったという説が存在する。寺社の敷地内は寺社奉行の管轄であり、違法な賭博が開催されても町奉行による捜査・検挙が困難だった。
暴力団の起源の一つは博徒と呼ばれる縄張り内で賭博を行っていた集団であるが、連中がその賭博から得ている金銭のことが寺銭と呼ばれる主な収入源であった。公営競技や宝くじなどの公営ギャンブルの場合にも、特にパリミュチュエル方式（トト方式）における主催者側の利益となる一定の割合（控除率）の金銭のことが寺銭と呼ばれていることがある。